# ロバート・ラザフォード
ロバート・ラザフォード(Robert Rutherford)はアメリカ合衆国出身のゲームクリエイター。元BPSのプログラマ。ファミリーコンピュータ版のザ・ブラックオニキスであるスーパー・ブラックオニキスとファミリーコンピュータ版テトリスとパソコン版テトリスの全機種共通部分  のプログラムを作成した。

## 携わった作品
- スーパー・ブラックオニキス
- テトリス

その他

## その他
BPS版テトリスではプレイフィールド(プレイ中の画面)が固定されて変化しないが、これはロバート・ラザフォードが「プレイフィールド画面が変わるのは意味が無い」と発言し、その意見が取り入れられた結果である。